# На срезанном углу
«На срезанном углу» (фр. Au pan coupé) — художественный фильм французского режиссёра Ги Жиля, снятый им по его собственному сценарию в 1968 году. Отечественному[какому?] зрителю известен также под названием «На вырезанной стороне».

## Сюжет
Жанна любит Жана, и Жан впервые счастлив. Именно с Жанной он чувствует себя любимым. Тем не менее, Жан сознаёт, что их любовь, несмотря молодость и страсть, не имеет будущего: «У меня нет образования … тебе скучно со мной». Но в Жане есть ещё надлом, незаживающая рана: «нужно родиться заново, в другом месте… другое детство, другие родители. Не с тюрьмой в 15 лет.». Образ тюрьмы определяет восприятие мира у Жана: «Мир жестокий и ограничивающий меня, нас, и те, кто не видит этого, лжецы». Ему не нравится профессия, которой его обучили. На пике их отношений он пробует работать на стройке, но скоро бросает. С самого начала он признаётся Жанне, что может уйти, исчезнуть: «Это начинается опять, я хочу уйти». В последний раз они встречаются в небольшом парижском кафе «На срезанном углу», названном так по месту его расположения. Три месяца спустя Жан покидает Жанну. Сначала он ей пишет и сообщает, что несколько дней жил с группой битников, но, не чувствуя к ним близости, ушёл от них, голодает уже три дня, мёрзнет. Потом письма прекращаются. Тело Жана находят в саду загородного дома под Лионом. Но Жанна никогда не узнает о смерти Жана, В отсутствие своего любимого девушка доверяется другу Пьеру, вновь переживая свою любовь, и отцу, который будет вести скрытое расследование об исчезновении молодого человека. Жанна пытается восстановить фрагментированное прошлое, чтобы понять уход Жана. соединить отдельные части, чтобы разобраться с потерей своей любви. Боль становится слишком сильной, а воспоминания слишком вездесущими, они слишком вторгаются в её жизнь. Она вспоминает лицо своего любимого, его стремление к свободе, его бунты, которые Жанне не удалось смирить. Через свои воспоминания она снова будет переживать моменты их истории: их совместную жизнь в маленькой съёмной квартире, их прогулки по улицам, отдых в Экс-ан-Провансе у друга-художника, их разговоры. Всё имеет смысл вокруг неё. Город не перестаёт посылать ей знаки, которые, как ключи, открывают новый проход в прошлое. Вывеска, название журнала, стены, покрытые граффити, крик на улице… Старый альбом заставляет его вспомнить. Найденный на блошином рынке альбом неизвестной женщины, историю жизни которой импровизировал Жан. Странная соседка, о которой рассказывала хозяйка кафе перед их последней встречей. С этой соседкой, живущей только памятью о своей прошлой жизни, Жанна встречается, когда будет иметь уже собственную историю, похожую на ту.

## Идея фильма
В интервью французской писательнице Анне де Гаспери (фр. Anne de Gasperi) для газеты «Le Quotidien de Paris» в 1968 году по поводу замысла фильма Ги Жиль ответил:

Идея мне пришла однажды вечером, когда попал в облаву, без документов, я имел возможность побеседовать один час в участке с комиссаром полиции. Это было в то время, когда наркотик производил опустошение. "Страшное дело, " — повторял комиссар. — «Каждый день мы подбираем на улице, на пляжах девочек, мальчиков, которые употребляют наркотики, не едят больше и умирают.» Я спросил, знает ли он, отчего. «Отчего угодно… никто не знает… „свое“ счастье, что вы хотите!… история любви, они очень молоды». Я знал другие откровения, также растерянные, мальчиков и девочек.(…) Несколько жизненных историй пересекаются в одной притче о юношестве.Оригинальный текст (фр.)L'idée m'en est venue un soir où pris dans une rafle, sans papier, j'ai eu l'occasion de bavarder une heure au poste avec le commissaire de police. C'était au moment où la drogue faisait ses ravages. " Une chose terrible répétait le commissaire. Tous les jours, nous ramassons dans la rue, sur les plages, des jeunes filles, des garçons qui se droguent, ne mangent plus et meurent ". J'ai demandé s'il savait pourquoi. « Pour n'importe quoi... on ne sait pas... " leur " bonheur, qu'est-ce que vous voulez !... une histoire d'amour, ils sont très jeunes ». Je connaissais d'autres confidences aussi désemparées de garçons et de filles.(…)  Plusieurs histoires vécues se recoupent en une seule, parabole de l'adolescence.— Anne de Gasperi (интервью)

## Исполнители главных ролей
На вопрос Анны де Гаспери о выборе актёров режиссёр сказал;

У Маши Мериль это был голос, который я запомнил даже больше, чем лицо. Патрик Жуане, он отчасти мальчик из этой истории. И потом, есть физическое сходство между двумя актёрами, которое дополняет поэтичность обоих героев.Оригинальный текст (фр.)De Macha Méril, c'était la voix que j'avais retenu encore plus que le visage. Patrick Jouané, lui, est un peu le garçon de l'histoire. Et puis il y a une ressemblance physique entre les deux acteurs qui ajoute à la poésie des deux héros.— Anne de Gasperi (интервью)
Маша Мериль в фильме играет Жанну, центральный персонаж, вокруг которого Ги Жиль построил его постановку, его историю. Профессиональная актриса русского княжеского происхождения получила известность с Новой волной, тем не менее она призналась : «У меня ощущение, что „На срезанном углу“ — это мой первый фильм …»
Фильм увидит свет благодаря энтузиазму Маши Мериль, которая была так очарована проектом, что решила создать свою собственную компанию Machafilms, чтобы найти финансирование и сломать фатальный цикл киноиндустрии, всё больше и зависимой от потребления, и всё меньше открытой для личных работ.

Весной прошлого года, Маша и я были вместе в Каннах на фестивале. Мы встречаемся на набережной Круазетт : «Я узнала, что вы удивительный!» — сказала она. Она попросила посмотреть «Любовь у моря» (фр. L'amour à la mer) и посмотрела. «Вы знаете, у меня есть сюжет для вас!» На следующий день я приехал к ней в Отель Martinez и прочитал ей сюжет (она хотела прочитать сама, но я настоял, чтобы это сделать мне). Она мне сразу же дала свое согласие. Но этого было недостаточно. Я не мог начать дело. Тогда она нашла финансиста, который согласился нам поверить, и, чтобы дать нам возможность лучше работать, основать нашу собственную продюсерскую компанию: Macha Films. Оригинальный текст (фр.)Le printemps dernier, Macha et moi étions en même temps à Cannes pour le festival. Nous nous rencontrons sur la Croisette : "«J'ai appris que vous êtes génial !», me dit-elle. Elle avait demandé à voir L'amour à la mer, et l'avait vu. - «Vous allez le savoir : j'ai un sujet pour vous !» Le surlendemain, je suis allé la voir à l'Hôtel Martinez, et je lui ai lu le sujet (elle voulait le lire elle-même, mais j'ai insisté pour le faire, moi). Elle m'a aussitôt donné son accord. Mais cela ne suffisait pas. Je n'arrivais pas à monter l'affaire. Alors, elle a trouvé un financier qui a accepté de nous faire confiance, et, pour nous permettre de mieux travailler, de fonder notre propre maison de production : la Macha Films.— Gilbert Guez (интервью)
Главного героя фильма, вокруг которого вращаются воспоминания, Жана, исполняет Патрик Жуане (фр. Patrick Jouané). Ги Жиль встретил Жуане во время съёмок фильма Любовь у моря, где режиссёр предложил ему маленькую роль. Мальчик сначала довольно неохотно отнёсся к идее стать актёром и пошёл навстречу режиссёру скорее из желания доставить удовольствие своему другу, чем руководствуясь профессиональным вкусом или личной мотивацией. Но потом он снимется почти во всех фильмах Ги Жиля. Здесь режиссёр заимствует у начинающего актёра беспризорность, исправительное учреждение (Патрик Жуане неоднократно побывал в тюрьме), бунт, скитание — много вещей являются правдивыми в фильме.
Патрик Жуане также сыграет несколько ролей у других режиссёров, в том числе Робера Брессона (Четыре ночи мечтателя). Потом вследствие серьёзной аварии Жуане оставит актёрскую профессию и найдёт работу садовника. Он вернётся в последний раз на экран в 1987 году в последнем фильме Жиля Nuit docile.

## Художественные особенности
Ги Жиль сделал замечательный, фильм о процессе утраты, деликатной и сложной теме, очень тонко решенной не речью, а постановкой, использованием цвета и оперированием на разных временных пластах.
Воспоминания Жанны сняты в цвете, а настоящее время в черно-белом изображении.

— Вы сняли одну часть фильма чёрно-белой, другую цветной. Почему?

— Цвет в соединении с чёрно-белым выглядит более ощутимо и подчёркивает в фильме реальность, в которой печаль выделяется ещё больше. Я снял воспоминания в цвете, а действие — в чёрно-белом.Оригинальный текст (фр.)

— Vous avez tourné une partie du film en noir et blanc, l'autre en couleur. Pourquoi ?

— La couleur mise au contact du noir et blanc apparaît plus nettement et souligne dans le film une réalité dont la tristesse se dégage mieux encore. J'ai filmé les souvenirs en couleur et l'action en noir et blanc.— Anne de Gasperi (интервью)
Сюжет развивается в нескольких временных пластах: режиссёр раскрывает характер и поступки Жана через призму Жанны, через её чувства и воспоминания, которыми Жанна в свою очередь делится с другом Пьером.
Ги Жиль придаёт большое значение взглядам, выражениям, снимает героев с различных точек зрения, показывая лица с разных сторон, предпочитает, возможно, чувства размышлению.

Этот фильм мне по сердцу, фильм, где эмоциональная память и тоска вырываются без сдержанности и не подчиняются никакому формальному предубеждению. Я делаю фильмы как пишут стихи, как используются кисти. На срезанном углу не обращается, на мой взгляд, только к чувствительности. Этот фильм задуман, написан и снят наперекор всем методам. На мои страх и риск, я за это субъективное кино, где искренность и эмоции преобладают по сравнению с тем, «которое делается», с тем, о котором толкуют в очень эрудированных сочинениях о «новом кино».Оригинальный текст (фр.) C’est un film selon mon cœur, un film où la mémoire affective et la nostalgie s’échappent sans retenue, et n’obéissent à aucun parti-pris formel. Je fais des films comme on écrit des vers, comme on se sert des pinceaux. Au Pan coupé ne s’adresse à mon avis qu’à la sensibilité. C’est un film rêvé, écrit et réalisé à rebours de toutes les modes. À mes risques et périls, je suis pour ce cinéma subjectif, où la sincérité et l’émotion l’emportent sur ce “qui se fait“, sur ce que l’on commente dans les très érudites dissertations sur le “nouveau cinéma“.— Gaël Lépingle ( из интервью Ги Жиля Анри Шапье,  07.02.1968)

## Приём и отзывы
Премьерный показ фильма оставил публику почти равнодушной (всего 40000 зрителей), но получил много похвал известных критиков, включая Маргерит Дюрас:

На срезанном углу Ги Жиля — это фильм о любви. Любовь был прервана уходом, смертью. Она пережита с обсессивной расшифровкой прошлого. Это прошлое было кратким, теперь оно непроницаемо и неисчерпаемое, как преступление. Здесь, наконец, любовь не показана в порядке обнялись — и в койку. Её воскрешение на лице — лице женщины, пятьдесят раз повторённом, в касающейся тени, взгляде, выражении из-за болезненной раны — всё просто замечательно. Нет, это никогда ещё не было сделано в кино.Оригинальный текст (фр.) Au pan coupé de Guy Gilles est le film d'un amour. L'amour a été interrompu par le départ, la mort. Il est vécu à partir du déchiffrage obsessionnel du passé. Ce passé a été bref, il est maintenant opaque et inépuisable comme un crime. Ici, enfin, l'amour n'est pas montré à partir de l'étreinte-dans-le-lit-d' hôtel. Son évocation par le visage − visage d'une femme cinquante fois répété, à une ombre près, un regard, un crispement sous le harcèlement de la blessure − est tout simplement admirable. Non, cela n'avait jamais encore été fait au cinéma.— www.guygilles.com
Газета Le Mond в 1968 году написала:

Этот романтизм Ги Жиль, режиссёр фильма На срезанном углу, не выразил в агрессивном стиле, который так моден сегодня. Нельзя представить себе рассказ более осторожный, более скромный, более сдержанный, чем его. Будь то сцены, представляющие настоящее время (съёмки в черно-белом), или те, цветные, которые напоминают время счастья, вся история Жанны и Жана показана через фильтр деликатной меланхолии. Никакой эротики (этих страстных влюблённых, их едва ли можно видеть взявшимися за руки), никакого исступления жизни или смерти, никакого эксгибиционизма в На срезанном углу. Но спокойствие, очевидность, скрытая музыка глубоких чувств.Оригинальный текст (фр.)Ce romantisme, Guy Gilles, réalisateur d'Au pan coupé, ne l'a pas exprimé dans le style agressif qui est tellement à la mode aujourd'hui. On ne saurait imaginer récit plus discret, plus pudique, plus retenu que le sien. Qu'il s'agisse des séquences décrivant le présent (et tournées en noir et blanc) ou celles, colorées, qui rappellent le temps du bonheur, toute l'histoire de Jeanne et de Jean nous est montrée à travers le filtre délicat de la mélancolie. Nul érotisme (ces amoureux passionnés, à peine si nous les voyons se prendre la main), nulle fureur de vivre ou de mourir, nul exhibitionnisme dans Au pan coupé. Mais le calme, l'évidence, la sourde musique des sentiments profonds.— www.guygilles.com 

## Об авторе
Ги Жиль стал известен в конце 60-х годов благодаря нескольким художественным фильмам, прежде всего, самому известному Le Clair de terre. Он также делал многочисленные короткометражные фильмы для кино и телевидения, что позволило ему продолжать работу, поскольку его кинопроекты становились более редкими.
Кинематографически и по-человечески он чувствовал себя рядом с режиссёрами Новой Волны, но в отличие от её догмата забыть прошлое, продолжал поддерживать связь с классическим кино. Он не входил ни в какую политическую или художественную группу и, уж тем более, не использовал своё искусство в качестве политического инструмента: следовал своим путём вне тенденций моды, становясь всё более одиноким художником с течением времени.
Его фильмы мало видели и не поняли в своё время, и они постепенно канули в Лету. Но его работы заслуживают того, чтобы быть вновь открытыми. Это тем более справедливо, что этот человек никогда не делал уступок в видении своего искусства, отказываясь снимать «потребительское кино», предоставляя решать общественности, смотреть его фильмы или нет, и оставался верен своему принципу от начала и до конца своей деятельности.
Жиль умер в 1996 году в возрасте 57-ми лет вследствие СПИДа.

## Актёрский состав
- Маша Мериль: Жанна Делетр
- Патрик Жуане: Жан Дуа
- Бернар Верле: Пьер
- Фредерик Дитис: отец Жанны

## Съёмочная группа
- Режиссёр: Ги Жиль
- Сценарий: Ги Жиль
- Диалоги: Жан Ко
- Продюсер: Маша Мериль
- Исполнительный продюсер: Роже Флету
- Операторы: Вилли Курант, Жан-Марк Рипер
- Композитор: Жан-Пьер Стора (как Жан-Пьер Сарро)